# Paramount Networks EMEAA
Paramount Networks Europe, Middle East, Africa & Asia (EMEAA) initialement MTV Networks Europe (MTVNE), Viacom International Media Networks Europe puis ViacomCBS Networks EMEAA, est une filiale créée en 1987, lors du lancement de la chaîne MTV Europe et appartenant au conglomérat média américain Paramount Global. Centralisée à Madrid, elle comprend plusieurs succursales à Lisbonne, Paris, Amsterdam, Berlin, Milan, Dubaï, Johannesbourg, Lagos, Budapest, Varsovie, Singapour, Moscou, Stockholm, Tokyo, Pekin, Manille, Copenhague, Prague, Helsinki et Hong Kong. Elle commercialise les chaînes et marques MTV, VH1, Nickelodeon, Comedy Central, Nick Jr. et Channel 5. L'entreprise est présente dans 31 pays d'Europe, Afrique et Moyen-Orient en 2019.

## Historique
L'entreprise est créée en 1987, lors du lancement de la chaîne MTV Europe, soit six ans après le lancement de MTV aux États Unis. Le lancement des versions régionales de MTV en Europe débute en mars 1997, avec la création de MTV Germany (Allemagne).
En 2004, MTVNE rachète VIVA TV, sa principale chaîne concurrente en Allemagne. MTV Central (MTV Germany) est donc en situation de monopole sur le secteur des chaînes musicales dans le pays. Cette acquisition permet également à MTV d’être capté de façon analogique.
Depuis 2014, MTV Hits, MTV Rocks et MTV Dance ne diffusent plus aucune publicité et téléachat en dehors du Royaume-Uni et de l'Irlande. VH1 continue de diffuser du téléachat en dehors de ces deux pays.
VIVA est remplacée par la version européenne de MTV Hits le 3 octobre 2017 en Hongrie et par une version polonaise de MTV Music en Pologne le 17 octobre 2017. Viva a également arrêté sa diffusion au Royaume-Uni et en Irlande le 31 janvier 2018.

## Divisions de Paramount Networks EMEAA
- Viacom18 (Inde)
- Paramount Networks Northern Europe[1]
Sièges : Londres et Varsovie
Succursales : Amsterdam et Stockholm
Cette division intervient sur la partie néerlandophone du Benelux (Pays-Bas, Flandre en Belgique), les pays nordiques (Danemark, Finlande, Norvège, Suède), l'Allemagne, l'Autriche, la Suisse, le Royaume-Uni et l'Irlande, les pays baltes (Estonie, Lettonie, Lituanie), la Hongrie, la Roumanie, la Pologne, l'Ukraine et la Russie.
- Paramount Networks Southern Europe, Middle East, and Africa
Siège : Madrid
Succursales : Paris, Lisbonne, Johannesburg, Lagos, Amsterdam, Berlin, Milan, Dubaï, Budapest, Varsovie, Singapour, Moscou, Stockholm, Tokyo, Pékin, Manille, Copenhague, Prague, Helsinki et Hong Kong.
Cette division dessert la France, l'Italie, l'Espagne, le Portugal, la Grèce, la Turquie, le Moyen-Orient et l'Afrique.

## Chaînes du réseau
- BET France
- MTV Allemagne (comprenant Nickelodeon Suisse)
- MTV Base : chaîne dédiée au hip-hop et R'n'B
- MTV Base Afrique
- MTV Belgique (francophone et néerlandophone)
- MTV Classic
- MTV Danemark
- MTV España (comprenant Nickelodeon Espagne)
- MTV Estonie
- MTV Europe, anciennement MTV Adria jusqu'au le 1er janvier 2018 (diffusée en Bosnie-Herzégovine, Croatie, Macédoine, Monténégro, Serbie et Slovénie)
- MTV Finlande
- MTV France  (comprenant MTV Hits, Game One, J-One, Nickelodeon France, Nickelodeon Junior, Nickelodeon Teen)
- MTV Grèce
- MTV Hits
- MTV Italie
- MTV Lettonie
- MTV Lituanie
- MTV Music 24 (Pays-Bas, Belgique)
- MTV Music Pologne (ex-Viva Pologne)
- MTV Music Royaume-Uni
- MTV Norvège
- MTV Pologne
- MTV Portugal (comprenant Nickelodeon Portugal)
- MTV Rocks
- MTV Royaume-Uni
- MTV Russie
- MTV Schweiz
- MTV Suède
- MTV Turquie
- MTV Ukraine
- Nick Jr. Europe
- Nick Music (ex-Nick Hits)
- Nickelodeon Belgique (francophone et néerlandophone)
- Nickelodeon Europe
- TMF (The Music Factory)
- VH1
- VH1 (Danemark)
- Viva (Hongrie)